# Lucian Mureșan
Lucian Mureșan (n. 23 mai 1931, Firiza, Maramureș, România) este un cardinal român, arhiepiscop major al Arhieparhiei de Făgăraș și Alba Iulia, întâistătătorul Bisericii Române Unite cu Roma. Biserica sa titulară din Roma este Biserica Sf. Atanasie. În data de 24 octombrie 2012 a fost ales membru de onoare al Academiei Române.

## Originea, studiile și hirotonirea preoțească
Lucian Mureșan s-a născut în comuna Firiza, azi cartierul Ferneziu al municipiului Baia Mare, ca al zecelea din cei doisprezece copii ai familiei lui Petru și Maria Mureșan (născută Breban). Tânărul Lucian Mureșan a urmat școala primară în localitatea natală, apoi clasele gimnaziale la Baia Mare și a absolvit tot acolo o școală profesională de prelucrarea lemnului. În paralel și-a completat studiile liceale, la forma de învățământ fără frecvență. Între 1951 și 1954 a satisfăcut serviciul militar obligatoriu, urmând școala de ofițeri de aviație, la Turnișor, Sibiu. După absolvirea școlii de aviație a fost mutat la Craiova, la batalionul de aviație cu reacție. Conducerea comunistă a armatei a aflat de apartenența lui Lucian Mureșan la Biserica Română Unită cu Roma și l-a considerat indezirabil; de aceea, l-a mutat de la aviație la un detașament de muncă, la șantierul Hidrocentralei de la Bicaz, iar în 1954 a fost lăsat la vatră.
Dorința sa de a deveni preot greco-catolic nu a putut fi realizată în condiții normale, din cauza faptului că în 1948 Biserica Română Unită a fost scoasă în afara legii. Așteptând să se ivească o posibilitate de a urma teologia, Lucian Mureșan s-a angajat și a lucrat în diverse servicii economice.
La sugestia episcopului Iuliu Hossu în anul 1955, imediat după întoarcerea sa din detenție, episcopul romano-catolic Áron Márton a primit cinci tineri greco-catolici (câte unul pentru fiecare eparhie a Bisericii Române Unite), în Institutul Teologic Romano-Catolic de grad universitar din Alba Iulia. În anul universitar 1958/59, când acest grup era în anul IV de facultate, Departamentul Cultelor a aflat de existența lor și a intervenit la Dieceza de Alba Iulia pentru excluderea lor. Episcopul Márton a refuzat exmatricularea lor, însă cei cinci studenți au părăsit Institutul Teologic sub presiunea autorităților comuniste. Pentru Lucian Mureșan acest act a coincis cu începutul urmăririi sale de către Securitate. Timp de un an nu a fost angajat nicăieri, în nici o funcție. I s-a refuzat chiar angajarea în mină ca vagonetar. Abia după un an a fost angajat muncitor necalificat la o carieră de piatră, și mai târziu la Direcția Județeană de Drumuri și Poduri Maramureș.
Lucian Mureșan a dorit în continuare să devină preot, a continuat studiile teologice și și-a susținut examenele în clandestinitate cu profesori de la fostele academii teologice desființate, care mai erau în libertate. În clandestinitate și-a susținut examenul de licență, după care a lucrat în continuare ca funcționar, așteptând hirotonirea. 
Acest moment favorabil s-a ivit în data de 19 decembrie 1964, după eliberarea din închisoare a episcopilor greco-catolici supraviețuitori. Astfel, episcopul auxiliar Ioan Dragomir al Maramureșului, ieșit din închisoare în anul respectiv, l-a hirotonit preot în subsolul unei clădiri din Cluj.
Lucian Mureșan rămas în continuare angajat pe postul de tehnician normator la Direcția Județeană de Drumuri și Poduri Maramureș, de unde s-a pensionat în iunie 1990.

## Pastorația în clandestinitate
După hirotonire a început pastorația clandestină, ocupându-se cu predilecție de tineret și cu deosebire de cei ce doreau să devină preoți. După încetarea din viață a episcopului Ioan Dragomir, la 25 aprilie 1985, și după un an și jumătate de provizorat în deținerea puterii ordinare de jurisdicție, în august 1986, mitropolitul Bisericii Române Unite, Alexandru Todea, în urma consultării capitulului diecezan, l-a numit și instalat pe preotul Lucian Mureșan ca ordinarius al Episcopiei de Maramureș.

## După 1990
După Revoluție și relegalizarea Bisericii Române Unite, la 3 martie 1990 papa Ioan Paul al II-lea l-a numit episcop al Episcopiei de Maramureș, fiind în ordinea cronologică al treilea episcop al acestei eparhii, după Alexandru Rusu (decedat în 1963 la Gherla) și Ioan Dragomir, care a fost doar episcop auxiliar de Maramureș.
La 27 mai 1990 a fost consacrat episcop, odată cu Vasile Hossu de Oradea, în cadrul unei liturghii arhierești desfășurate sub cerul liber la Baia Mare. Episcop consacrator a fost mitropolitul Alexandru Todea, asistat de delegatul papei Ioan Paul al II-lea, arhiepiscopul Guido del Mestri, și de episcopul Ioan Ploscaru al Lugojului. Ceremonia nu a putut avea loc în Catedrala Greco-Catolică din Baia Mare, aceasta fiind ocupată la vremea respectivă de o parohie ortodoxă. Ulterior, pe parcursul anului 1990, Biserica Ortodoxă Română a reînființat propria Episcopie a Maramureșului, care avusese în perioada interbelică sediul la Sighet, stabilind drept catedrală a episcopiei reînființate tocmai Vechea Catedrală Greco-Catolică din Baia Mare. În data de 11 noiembrie 1990 a fost instalat acolo episcopul ortodox Iustinian Chira, după ce o ceată de bătăuși înarmați cu bâte și răngi de fier învelite în tricolor i-a înlăturat pe credincioșii greco-catolici care ocupaseră catedrala .
În interviul din 14 ianuarie 2012, acordat de arhiepiscopul Lucian Mureșan cu ocazia ridicării sale în rangul de cardinal, acesta a deplâns în mod special nerestituirea Catedralei Greco-Catolice din Baia Mare.
Prin grija episcopului Mureșan a fost deschis la Baia Mare un institut teologic de grad universitar, care a început anul școlar universitar 1990/91 cu 70 de studenți la cursurile de zi și 20 la fără frecvență. Tot aici, la cursurile de 3 ani ale Facultății de Teologie Didactică, au început 89 de tineri și tinere, în vederea pregătirii predării orelor de religie.
În anul 1994, după retragerea cardinalului Alexandru Todea de la conducerea Arhiepiscopiei de Făgăraș și Alba Iulia, episcopul Mureșan a fost numit în data de 4 iulie 1994 în locul acestuia ca arhiepiscop mitropolit. Instalarea sa în Catedrala din Blaj a avut loc în data de 27 august 1994. În data de 16 decembrie 2005 Biserica Română Unită a fost ridicată de papa Benedict al XVI-lea la rangul de biserică arhiepiscopală majoră, cu autonomie și drepturi similare celor aferente patriarhiilor catolice orientale, conform can. 151-154 din CCEO. Arhiepiscopul Mureșan este unul din cei patru arhiepiscopi majori ai Bisericii Catolice.
Din 2012 este membru al Dicasteriului pentru Bisericile Orientale.

## Consistoriul din 2012
În data de 18 februarie 2012 papa Benedict al XVI-lea l-a ridicat în demnitatea de cardinal și i-a acordat Biserica Sf. Atanasie cel Mare ca biserică titulară la Roma.
La ceremonia desfășurată în Catedrala Sfântul Petru din Roma a participat și Monica Macovei, eurodeputat din partea României.

## Onoruri laice
În anul 2000 a fost decorat cu Ordinul Național „Pentru Merit” în grad de Mare Cruce (2000). Sâmbătă, 6 iunie 2015, președintele României, Klaus Iohannis, i-a  înmânat la Blaj, într-un cadru privat, Ordinul Național „Steaua României” în grad de Ofițer.”